# Nebovidy (okres Kolín)
Obec Nebovidy (německy Nebowid, Nebewige (1268)) se nachází v okrese Kolín, kraj Středočeský asi 5 km jižně od Kolína. Žije zde 760 obyvatel. V roce 2011 zde bylo evidováno 266 adres. Součástí obce je i vesnice Hluboký Důl.
Nebovidy je také název katastrálního území o rozloze 4,76 km2.

## Historie
První písemná zmínka o obci pochází z roku 1268.

### Územněsprávní začlenění
Dějiny územněsprávního začleňování zahrnují období od roku 1850 do současnosti. V chronologickém přehledu je uvedena územně administrativní příslušnost obce v roce, kdy ke změně došlo:
- 1850 země česká, kraj Pardubice, politický i soudní okres Kolín[6]
- 1855 země česká, kraj Čáslav, soudní okres Kolín
- 1868 země česká, politický i soudní okres Kolín
- 1939 země česká, Oberlandrat Kolín, politický i soudní okres Kolín[7]
- 1942 země česká, Oberlandrat Praha, politický i soudní okres Kolín[8]
- 1945 země česká, správní i soudní okres Kolín[9]
- 1949 Pražský kraj, okres Kolín[10]
- 1960 Středočeský kraj, okres Kolín
- 2003 Středočeský kraj, obec s rozšířenou působností Kolín

### Rok 1932
V obci Nebovidy (přísl. Hluboký Důl, 971 obyvatel, katolický kostel) byly v roce 1932 evidovány tyto živnosti a obchody: holič, hospodářské strojní družstvo, 4 hostince, 2 koláři, kovář, malíř pokojů, 2 mlýny, pekař, 6 rolníků, řezník, 5 obchodů se smíšeným zbožím, trafika, velkostatek, zednický mistr.

## Doprava
Dopravní síť
- Pozemní komunikace – Do obce vede silnice III. třídy. Ve vzdálenosti 3 km vede silnice I/38 Havlíčkův Brod – Čáslav – Kolín – Nymburk.

- Železnice – Obec Nebovidy leží na železniční trati 014 Kolín – Uhlířské Janovice – Ledečko. Je to jednokolejná regionální trať, doprava byla zahájena roku 1897. Na území obce leží železniční zastávka Hluboký Důl.

Veřejná doprava 2011
- Autobusová doprava – Obcí vedla příměstská autobusová linka Kolín-Červené Pečky (v pracovních dnech 9 spojů, v sobotu 1 spoj) (dopravce Okresní autobusová doprava Kolín, s. r. o.).

- Železniční doprava – Po trati 014 jezdilo v pracovních dnech 11 párů osobních vlaků, o víkendu 7 párů osobních vlaků.

## Památky
- kostel svatého Petra a Pavla[12]
- tvrz[13]